# Пісківська сільська рада (Новопсковський район)
| Пісківська сільська рада — колишній орган місцевого самоврядування у Новопсковському районі Луганської області з адміністративним центром у с. Піски. Історична дата утворення: в 1943 році. Водоймища на території, підпорядкованій даній раді: річка Айдар, Дубовець. Сільській раді підпорядковані населені пункти: - с. Піски - с. Булавинівка |

## Склад ради
Рада складається з 16 депутатів та голови.

### Керівний склад ради
| ПІБ                        | Основні відомості                                                         | Дата обрання | Дата звільнення |
| -------------------------- | ------------------------------------------------------------------------- | ------------ | --------------- |
| Карчевська Ольга Дмитрівна | Сільський голова, 1954 року народження, освіта                            | 26.03.2006   | 31.10.2010      |
| Карчевська Ольга Дмитрівна | Сільський голова, 1954 року народження, освіта вища, член Партії регіонів | 31.10.2010   |                 |

Примітка: таблиця складена за даними джерела